# Wereldkampioenschap superbike van Silverstone 2006
Het wereldkampioenschap superbike van Silverstone 2006 was de vijfde ronde van het wereldkampioenschap superbike en het wereldkampioenschap Supersport 2006. De races werden verreden op 28 mei 2006 op Silverstone nabij Silverstone, Verenigd Koninkrijk.

## Superbike

### Race 1
| Pos | Nr | Rijder            | Constructeur | Rondes | Tijd           | Grid | Punten |
| --- | -- | ----------------- | ------------ | ------ | -------------- | ---- | ------ |
| 1   | 21 | Troy Bayliss      | Ducati       | 28     | 40:49.894      | 2    | 25     |
| 2   | 41 | Noriyuki Haga     | Yamaha       | 28     | +0.890         | 4    | 20     |
| 3   | 52 | James Toseland    | Honda        | 28     | +1.705         | 14   | 16     |
| 4   | 11 | Rubén Xaus        | Ducati       | 28     | +8.285         | 7    | 13     |
| 5   | 88 | Andrew Pitt       | Yamaha       | 28     | +12.303        | 11   | 11     |
| 6   | 9  | Chris Walker      | Kawasaki     | 28     | +23.716        | 3    | 10     |
| 7   | 55 | Régis Laconi      | Kawasaki     | 28     | +25.483        | 9    | 9      |
| 8   | 31 | Karl Muggeridge   | Honda        | 28     | +26.049        | 8    | 8      |
| 9   | 4  | Alex Barros       | Honda        | 28     | +29.650        | 6    | 7      |
| 10  | 3  | Norifumi Abe      | Yamaha       | 28     | +32.208        | 15   | 6      |
| 11  | 10 | Fonsi Nieto       | Kawasaki     | 28     | +39.607        | 13   | 5      |
| 12  | 81 | Tommy Hill        | Yamaha       | 28     | +41.550        | 1    | 4      |
| 13  | 57 | Lorenzo Lanzi     | Ducati       | 28     | +41.935        | 17   | 3      |
| 14  | 71 | Yukio Kagayama    | Suzuki       | 28     | +50.385        | 16   | 2      |
| 15  | 69 | Gianluca Nannelli | Honda        | 28     | +52.726        | 22   | 1      |
| 16  | 76 | Max Neukirchner   | Ducati       | 28     | +52.760        | 19   |        |
| 17  | 44 | Roberto Rolfo     | Ducati       | 28     | +53.214        | 23   |        |
| 18  | 13 | Vittorio Iannuzzo | Suzuki       | 28     | +54.137        | 26   |        |
| DNF | 8  | Ivan Clementi     | Ducati       | 20     | Uitgevallen    | 18   |        |
| DNF | 16 | Sébastien Gimbert | Yamaha       | 19     | Uitgevallen    | 12   |        |
| DNF | 99 | Steve Martin      | Petronas     | 19     | Uitgevallen    | 27   |        |
| DNF | 25 | Josh Brookes      | Kawasaki     | 19     | Uitgevallen    | 21   |        |
| DNF | 84 | Michel Fabrizio   | Honda        | 16     | Uitgevallen    | 5    |        |
| DNF | 15 | Fabien Foret      | Suzuki       | 9      | Uitgevallen    | 25   |        |
| DNF | 1  | Troy Corser       | Suzuki       | 6      | Schade ongeluk | 10   |        |
| DNF | 18 | Craig Jones       | Petronas     | 0      | Uitgevallen    | 24   |        |
| DNS | 38 | Shinichi Nakatomi | Yamaha       | 0      | Niet gestart   | 20   |        |
| DNS | 20 | Marco Borciani    | Ducati       | 0      | Niet gestart   | 28   |        |
| DNS | 19 | Lucio Pedercini   | Ducati       | 0      | Niet gestart   |      |        |

### Race 2
| Pos | Nr | Rijder            | Constructeur | Rondes | Tijd         | Grid | Punten |
| --- | -- | ----------------- | ------------ | ------ | ------------ | ---- | ------ |
| 1   | 21 | Troy Bayliss      | Ducati       | 28     | 40:42.003    | 2    | 25     |
| 2   | 41 | Noriyuki Haga     | Yamaha       | 28     | +1.585       | 4    | 20     |
| 3   | 52 | James Toseland    | Honda        | 28     | +12.058      | 14   | 16     |
| 4   | 88 | Andrew Pitt       | Yamaha       | 28     | +14.561      | 11   | 13     |
| 5   | 4  | Alex Barros       | Honda        | 28     | +16.826      | 6    | 11     |
| 6   | 1  | Troy Corser       | Suzuki       | 28     | +21.230      | 10   | 10     |
| 7   | 11 | Rubén Xaus        | Ducati       | 28     | +22.056      | 7    | 9      |
| 8   | 9  | Chris Walker      | Kawasaki     | 28     | +22.549      | 3    | 8      |
| 9   | 31 | Karl Muggeridge   | Honda        | 28     | +22.708      | 8    | 7      |
| 10  | 10 | Fonsi Nieto       | Kawasaki     | 28     | +34.025      | 13   | 6      |
| 11  | 3  | Norifumi Abe      | Yamaha       | 28     | +34.739      | 15   | 5      |
| 12  | 81 | Tommy Hill        | Yamaha       | 28     | +35.112      | 1    | 4      |
| 13  | 71 | Yukio Kagayama    | Suzuki       | 28     | +35.518      | 16   | 3      |
| 14  | 55 | Régis Laconi      | Kawasaki     | 28     | +36.322      | 9    | 2      |
| 15  | 84 | Michel Fabrizio   | Honda        | 28     | +47.850      | 5    | 1      |
| 16  | 57 | Lorenzo Lanzi     | Ducati       | 28     | +50.101      | 17   |        |
| 17  | 69 | Gianluca Nannelli | Honda        | 28     | +51.089      | 22   |        |
| 18  | 25 | Josh Brookes      | Kawasaki     | 28     | +52.191      | 21   |        |
| 19  | 44 | Roberto Rolfo     | Ducati       | 28     | +52.255      | 23   |        |
| DNF | 8  | Ivan Clementi     | Ducati       | 26     | Uitgevallen  | 18   |        |
| DNF | 16 | Sébastien Gimbert | Yamaha       | 17     | Uitgevallen  | 12   |        |
| DNF | 15 | Fabien Foret      | Suzuki       | 15     | Uitgevallen  | 25   |        |
| DNF | 76 | Max Neukirchner   | Ducati       | 14     | Uitgevallen  | 19   |        |
| DNF | 99 | Steve Martin      | Petronas     | 10     | Uitgevallen  | 27   |        |
| DNF | 13 | Vittorio Iannuzzo | Suzuki       | 6      | Ongeluk      | 26   |        |
| DNS | 18 | Craig Jones       | Petronas     | 0      | Niet gestart | 24   |        |
| DNS | 38 | Shinichi Nakatomi | Yamaha       | 0      | Niet gestart | 20   |        |
| DNS | 20 | Marco Borciani    | Ducati       | 0      | Niet gestart | 28   |        |
| DNS | 19 | Lucio Pedercini   | Ducati       | 0      | Niet gestart |      |        |

## Supersport
| Pos | Nr  | Rijder                | Constructeur | Rondes | Tijd                | Grid | Punten |
| --- | --- | --------------------- | ------------ | ------ | ------------------- | ---- | ------ |
| 1   | 16  | Sébastien Charpentier | Honda        | 28     | 41:54.640           | 1    | 25     |
| 2   | 23  | Broc Parkes           | Yamaha       | 28     | +2.802              | 3    | 20     |
| 3   | 11  | Kevin Curtain         | Yamaha       | 28     | +6.767              | 2    | 16     |
| 4   | 51  | Pere Riba             | Kawasaki     | 28     | +17.116             | 4    | 13     |
| 5   | 127 | Robbin Harms          | Honda        | 28     | +26.102             | 24   | 11     |
| 6   | 55  | Massimo Roccoli       | Yamaha       | 28     | +26.373             | 5    | 10     |
| 7   | 12  | Javier Forés          | Yamaha       | 28     | +27.097             | 7    | 9      |
| 8   | 18  | Matthieu Lagrive      | Honda        | 28     | +27.492             | 6    | 8      |
| 9   | 116 | Johan Stigefelt       | Honda        | 28     | +29.073             | 8    | 7      |
| 10  | 3   | Katsuaki Fujiwara     | Honda        | 28     | +41.265             | 9    | 6      |
| 11  | 94  | David Checa           | Yamaha       | 28     | +41.615             | 13   | 5      |
| 12  | 8   | Maxime Berger         | Kawasaki     | 28     | +43.602             | 16   | 4      |
| 13  | 22  | Kai Børre Andersen    | Suzuki       | 28     | +44.079             | 12   | 3      |
| 14  | 32  | Yoann Tiberio         | Honda        | 28     | +47.538             | 10   | 2      |
| 15  | 72  | Stuart Easton         | Ducati       | 28     | +49.619             | 25   | 1      |
| 16  | 25  | Tatu Lauslehto        | Honda        | 28     | +51.383             | 28   |        |
| 17  | 7   | Stéphane Chambon      | Kawasaki     | 28     | +52.544             | 26   |        |
| 18  | 77  | Barry Veneman         | Suzuki       | 28     | +52.719             | 14   |        |
| 19  | 6   | Mauro Sanchini        | Yamaha       | 28     | +1:02.972           | 11   |        |
| 20  | 54  | Kenan Sofuoğlu        | Honda        | 28     | +1:05.725           | 18   |        |
| 21  | 76  | Bernat Martínez       | Yamaha       | 28     | +1:16.412           | 30   |        |
| 22  | 27  | Tom Tunstall          | Honda        | 28     | +1:17.059           | 36   |        |
| 23  | 17  | Miguel Praia          | Honda        | 28     | +1:18.457           | 23   |        |
| 24  | 71  | Sam Owens             | Yamaha       | 28     | +1:22.319           | 31   |        |
| 25  | 60  | Vladimir Ivanov       | Yamaha       | 27     | +1 ronde            | 29   |        |
| 26  | 38  | Grégory Leblanc       | Honda        | 27     | +1 ronde            | 19   |        |
| DNF | 45  | Gianluca Vizziello    | Yamaha       | 18     | Uitgevallen         | 15   |        |
| DNF | 121 | Alessio Aldrovandi    | Honda        | 17     | Uitgevallen         | 32   |        |
| DNF | 88  | Julien Enjolras       | Yamaha       | 14     | Uitgevallen         | 17   |        |
| DNF | 73  | Christian Zaiser      | Ducati       | 14     | Uitgevallen         | 22   |        |
| DNF | 5   | Alessio Velini        | Yamaha       | 8      | Uitgevallen         | 33   |        |
| DNF | 9   | Alessio Corradi       | Yamaha       | 7      | Uitgevallen         | 27   |        |
| DNF | 52  | Steven Neate          | Honda        | 5      | Ongeluk             | 21   |        |
| DNF | 145 | Sébastien Le Grelle   | Honda        | 2      | Ongeluk             | 20   |        |
| DNS | 15  | Andrea Berta          | Yamaha       | 0      | Niet gestart        |      |        |
| DNS | 37  | William De Angelis    | Honda        | 0      | Niet gestart        |      |        |
| DNQ | 57  | Luka Nedog            | Ducati       | 0      | Niet gekwalificeerd |      |        |

## Tussenstanden na wedstrijd

### Superbike
| Pos | Nr | Rijder         | Team   | Punten |
| --- | -- | -------------- | ------ | ------ |
| 1   | 21 | Troy Bayliss   | Ducati | 225    |
| 2   | 1  | Troy Corser    | Suzuki | 149    |
| 3   | 41 | Noriyuki Haga  | Yamaha | 133    |
| 4   | 52 | James Toseland | Honda  | 129    |
| 5   | 4  | Alex Barros    | Honda  | 113    |

### Supersport
| Pos | Nr  | Rijder                | Team   | Punten |
| --- | --- | --------------------- | ------ | ------ |
| 1   | 16  | Sébastien Charpentier | Honda  | 116    |
| 2   | 11  | Kevin Curtain         | Yamaha | 76     |
| 3   | 127 | Robbin Harms          | Honda  | 63     |
| 4   | 23  | Broc Parkes           | Yamaha | 58     |
| 5   | 32  | Yoann Tiberio         | Honda  | 50     |

2002 · 2003 · 2004 · 2005 · 2006 · 2007 · 2010 · 2011 · 2012 · 2013